# Dörnick
Dörnick település Németországban, Schleswig-Holstein tartományban. Lakosainak száma 250 fő (2023. december 31.).

## Népesség
A település népességének változása:
| Lakosok száma | 246  | 263  | 265  | 258  | 255  | 245  | 250  |
|               | 1975 | 2014 | 2017 | 2019 | 2021 | 2022 | 2023 |